# Ringhoffer

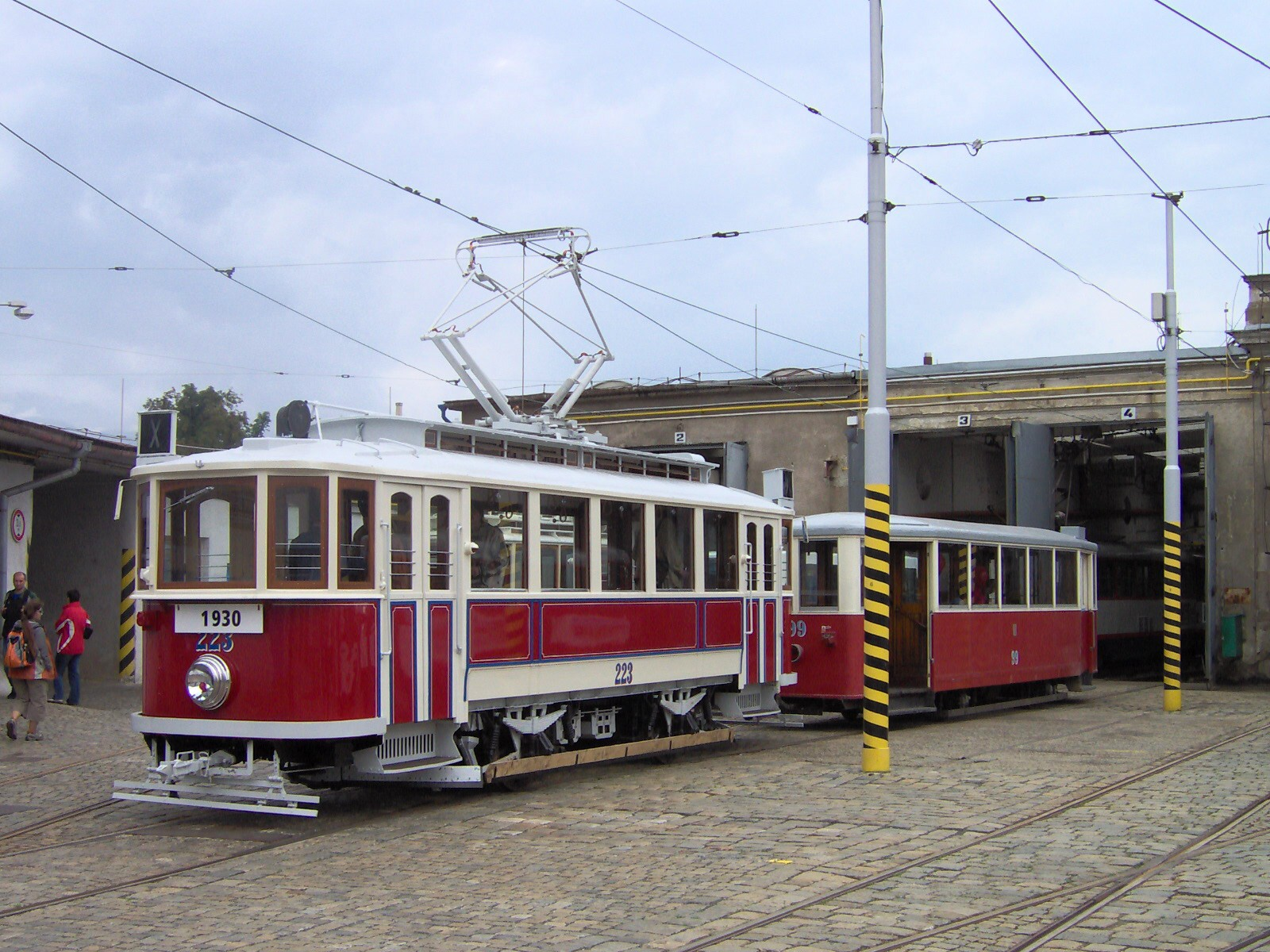

Ringhoffer, Ringhofferovy závody a.s., var ett verkstadsföretag i Tjeckoslovakien (idag Tjeckien) med säte i Smíchov. Ringhoffer tillverkade passagerar- och godsvagnar, lok och spårvagnar. Företaget tillverkade även utrustning för bryggerier och sockerproduktion. Ringhoffer skapade genom uppköp av andra tillverkare 1935 koncernen Ringhoffer-Tatra. Företaget förstatligades 1946 och namnet Ringhoffer försvann. Några år senare splittrades koncernen upp i bland annat last- och personbilstillverkaren Tatra och spårvagnstillverkaren ČKD Tatra.